# 諾爾瑪·蓬斯
诺尔瑪·蓬斯（西班牙語：Norma Delia Orizi，1942年8月18日—2014年4月29日），是一名阿根廷演员。
2014年4月29日，她因心脏病去世，享年70岁。